# Phalera bucephala

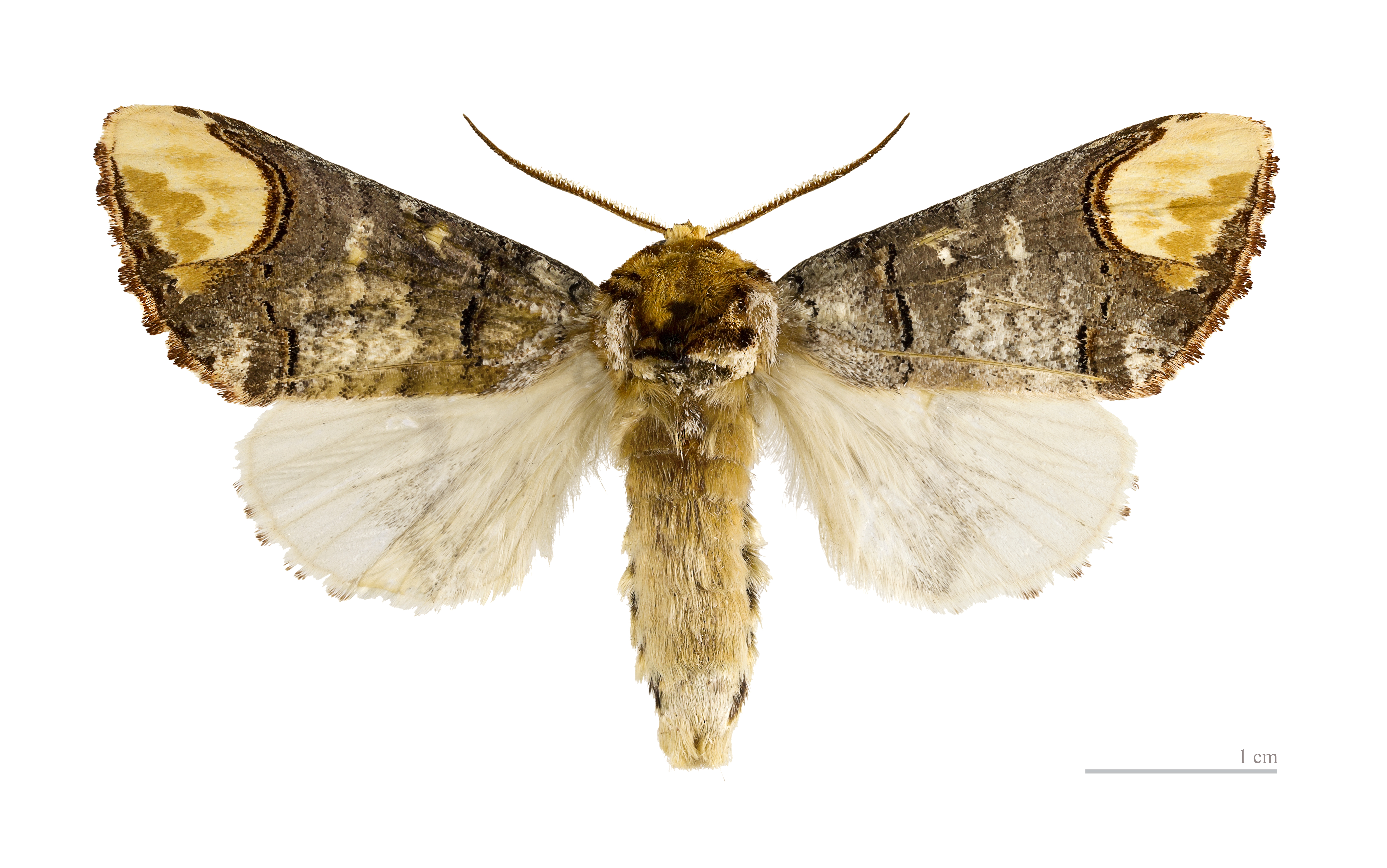
Phalera bucephala ♂

La  falena rametto (Phalera bucephala (Linnaeus, 1758)) è un lepidottero appartenente alla famiglia Notodontidae, diffuso in Eurasia.

## Descrizione
Si tratta di una specie abbastanza grande, con un torace massiccio e apertura alare compresa tra 55 e 68mm.
Le ali anteriori sono grigie e contrassegnate da una zona color avana verso la punta.  Il corpo, anch'esso di colore avana, contribuisce ad una complessa opera di criptismo tra la falena e i tronchi degli alberi su cui vive. Infatti in posizione raccolta, può essere scambiata per un piccolo ramo rotto, con tanto di corteccia e anelli di crescita. Le ali posteriori sono di color bianco crema.

## Biologia
La si può vedere in volo nelle notti estive, tra giugno e agosto. A volte vola verso la luce, ma non ne è fortemente attratta.
Le larve giovani sono gregarie, e si isolano con la crescita. Le larve più grandi hanno una colorazione appariscente, con righe bianche e gialle su sfondo nero. Si cibano delle foglie di alcuni alberi, provocando anche danni seri a causa della defoliazione.
Sverna nello stato di pupa.

## Galleria d'immagini

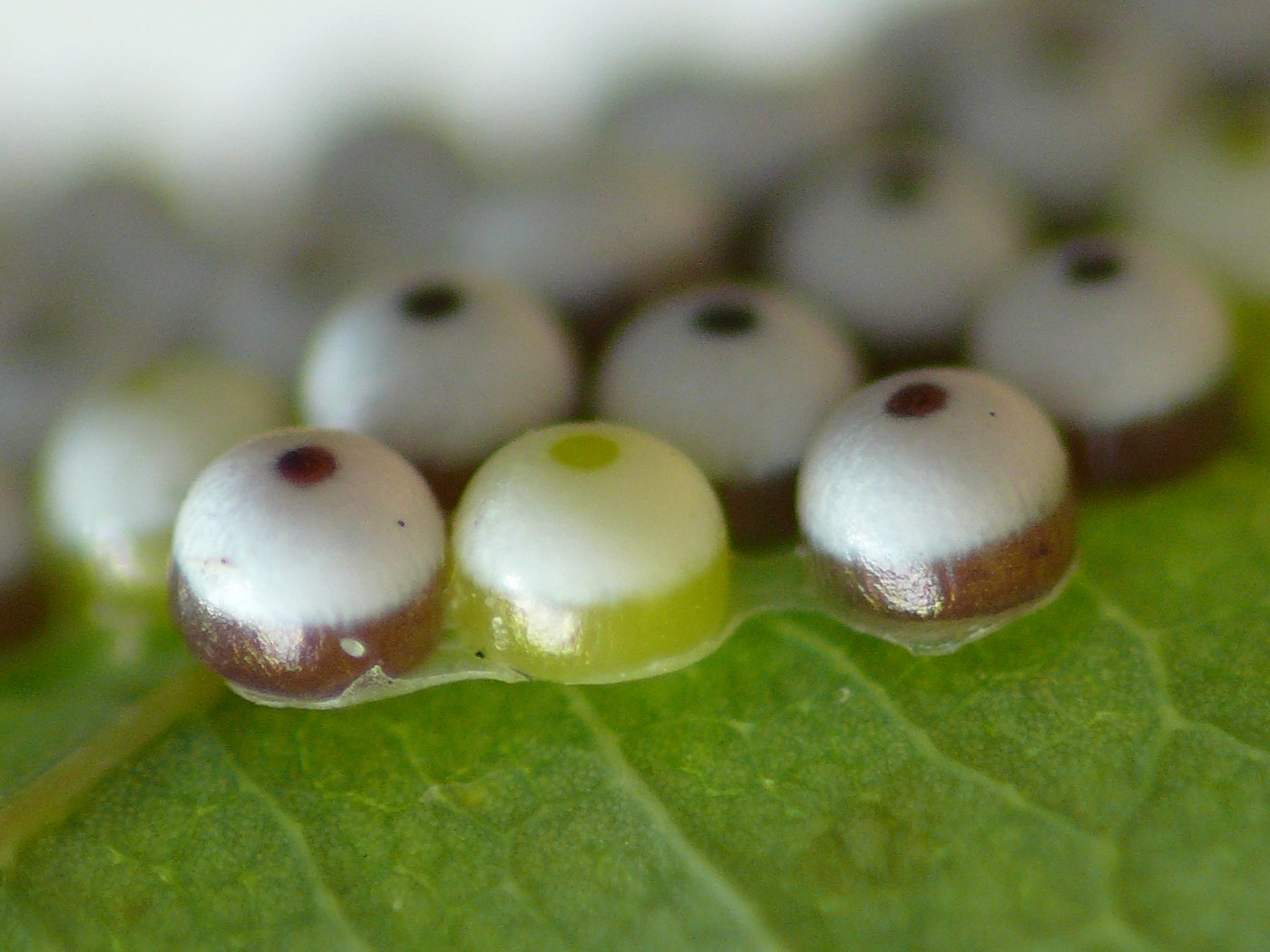
Uova
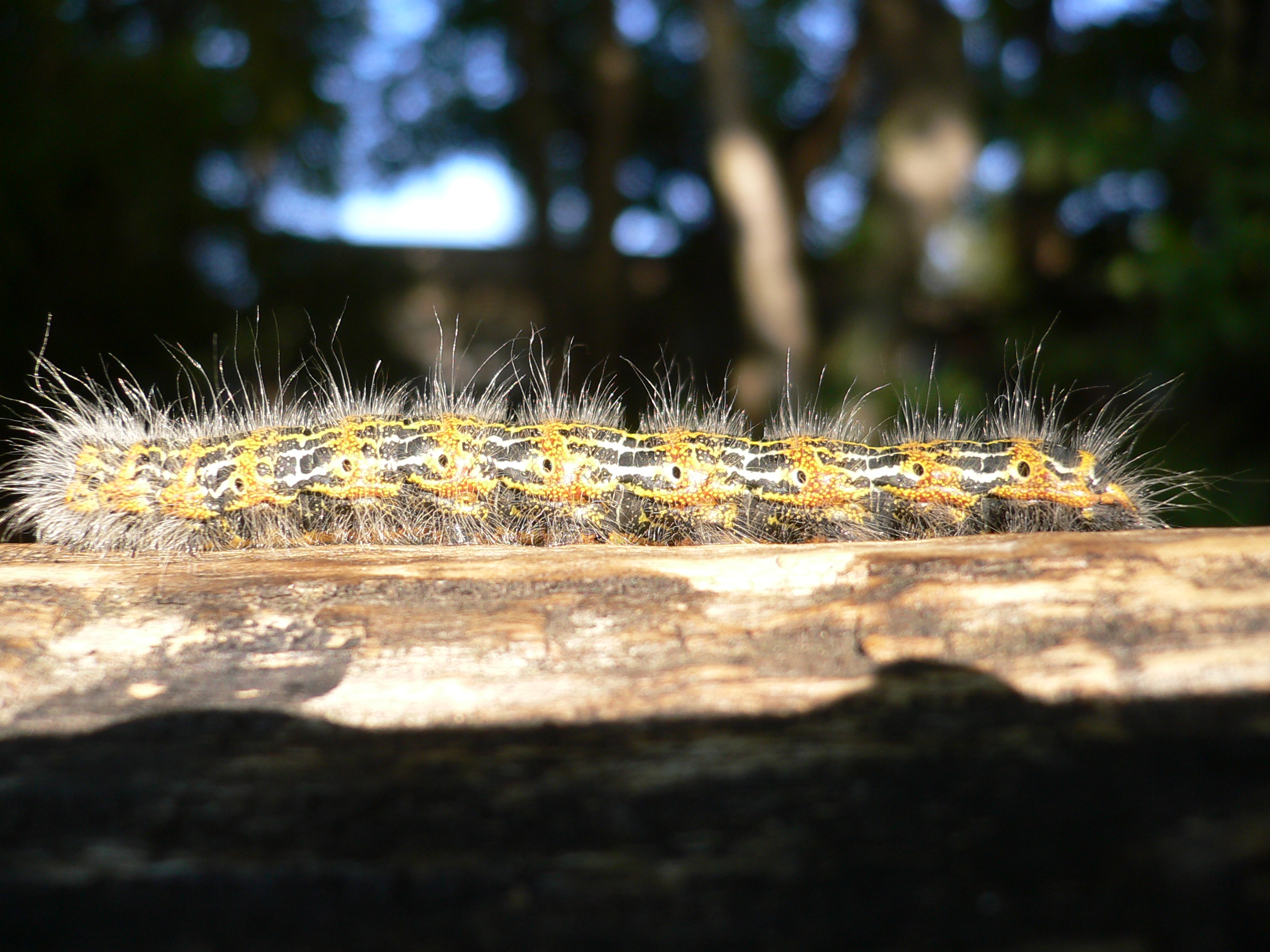
Bruco
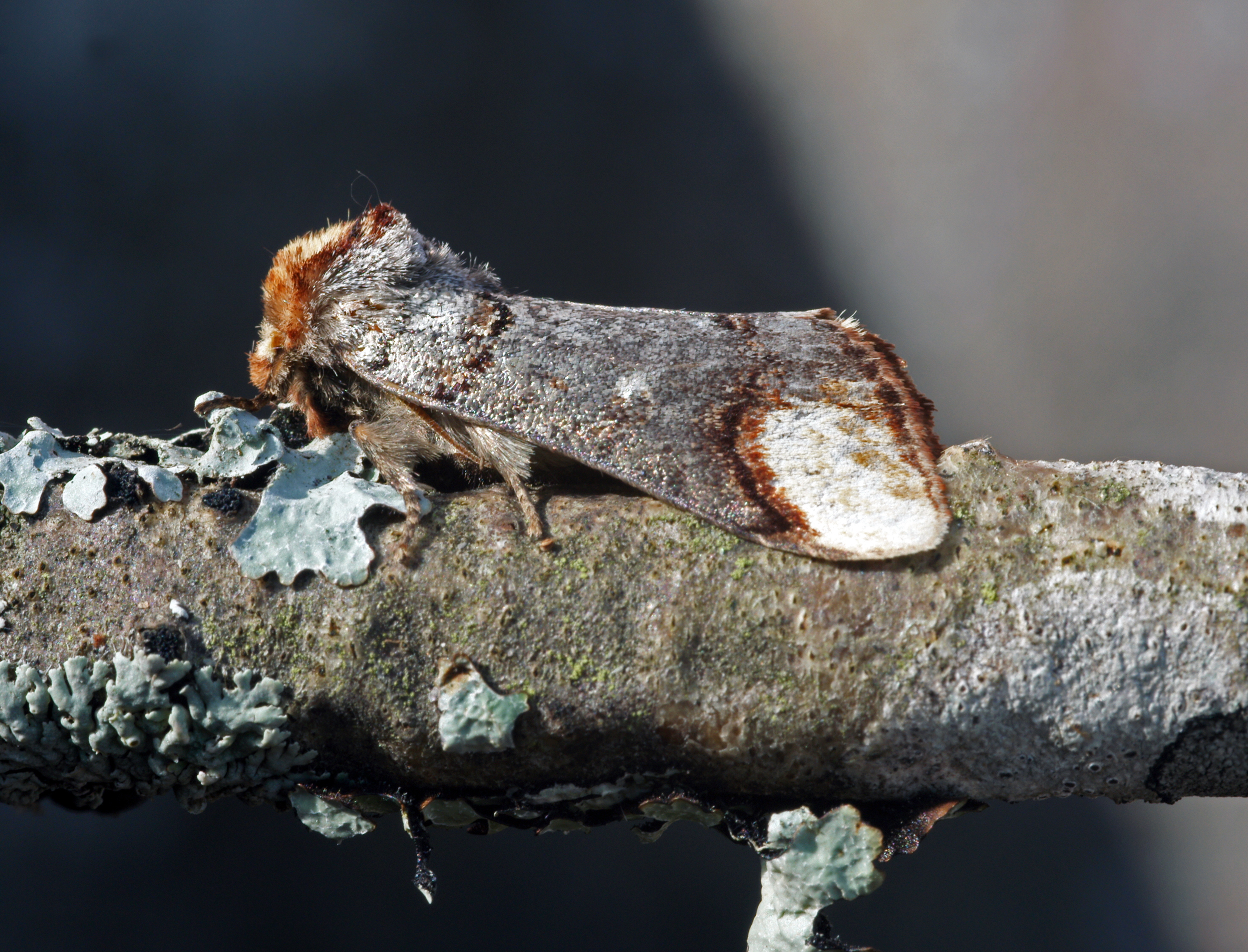
Adulto di profilo
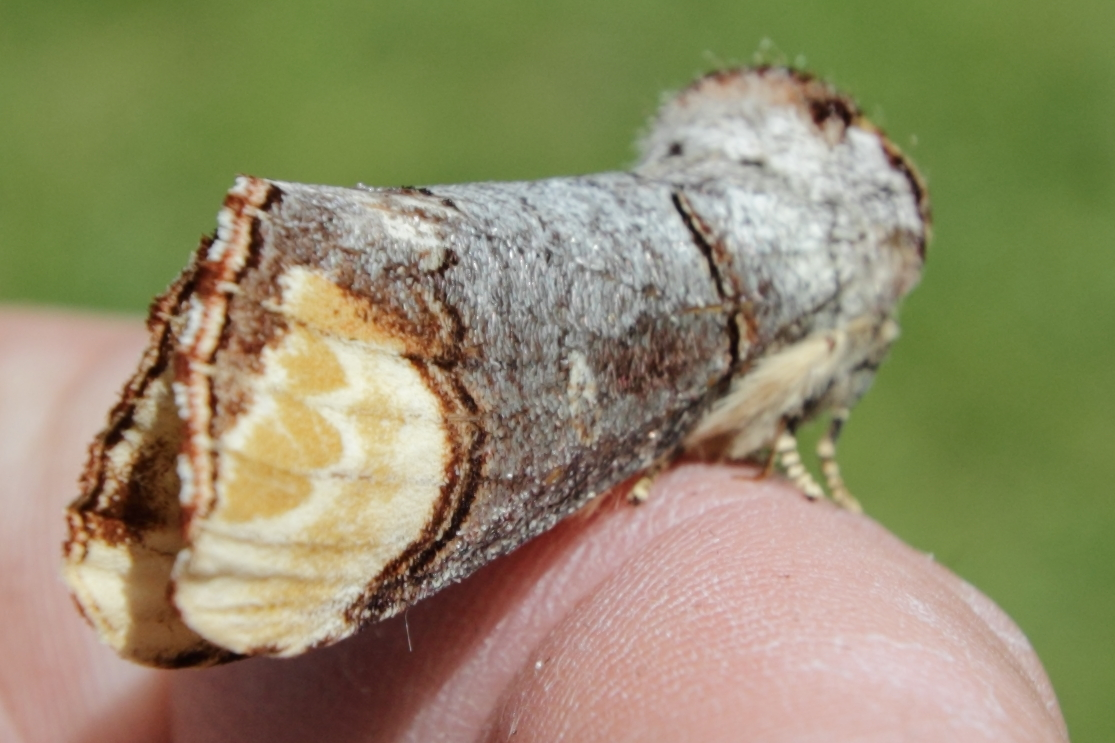
Adulto da dietro
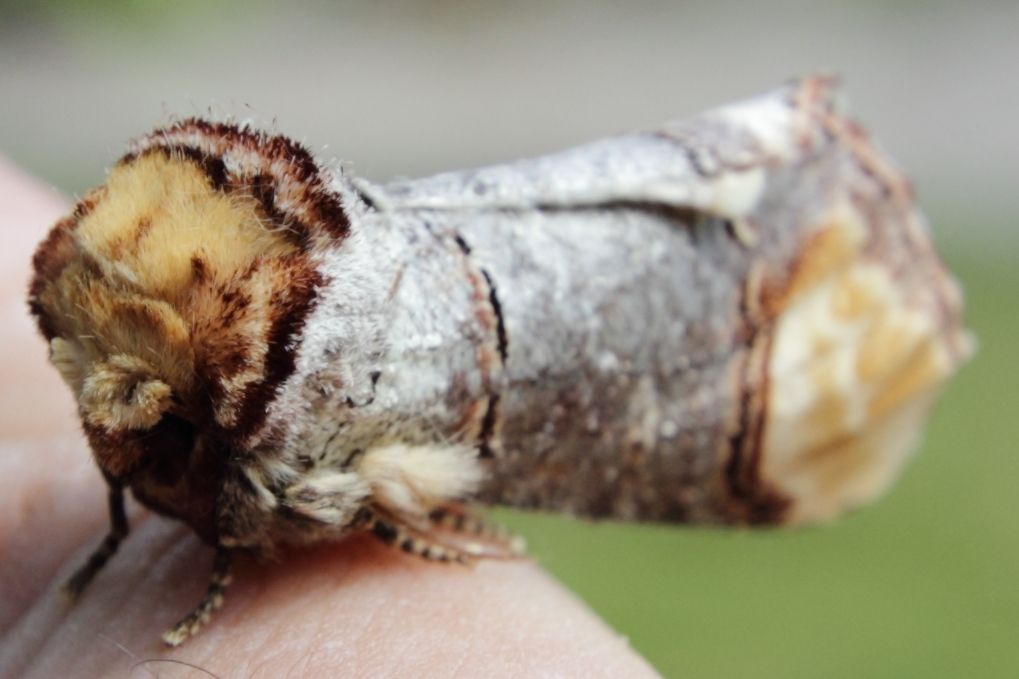
Adulto da davanti
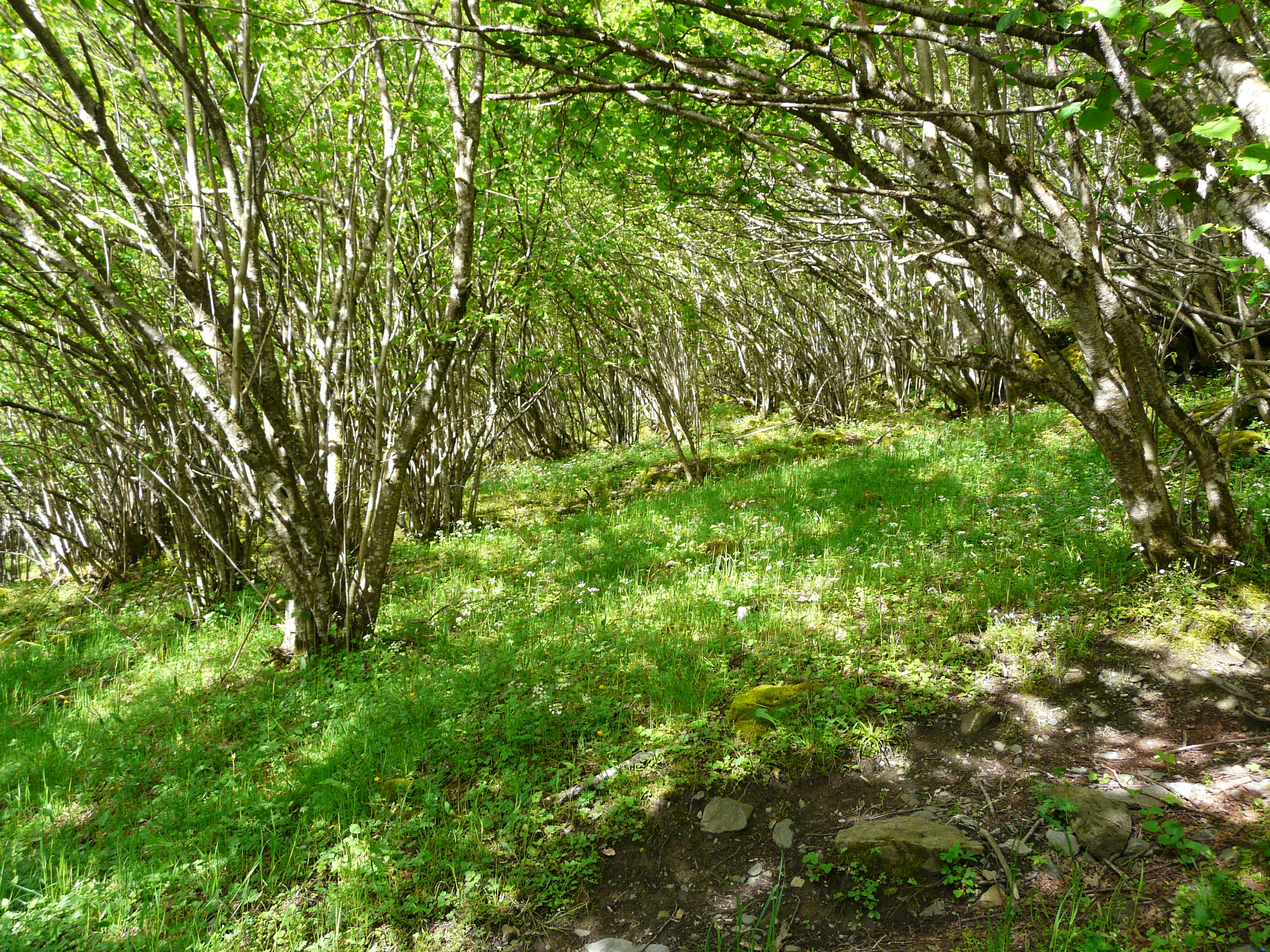
Habitat